# ひぐらしのなく頃に (曲)
「ひぐらしのなく頃に」（ひぐらしのなくころに）は、島みやえい子の通算2枚目のシングルで、メジャー1作目のシングルである。2006年5月24日にフロンティアワークスより発売された。

## 概要
表題曲は、テレビアニメ『ひぐらしのなく頃に』のオープニングテーマであり、タイトルチューンである。
楽曲は随所にボイスエフェクトや多重コーラスを盛り込み不安を与える曲調としており前奏のコーラスには「はんげはらはれい」の通称があり、3回ほど繰り返されるフレーズを逆再生すると「逃げられない（正確にはもっと伸ばして発音されている）」や「愛してる」と聞こえる。なお、『ひぐらしのなく頃に解』のオープニングテーマの「奈落の花」では、このフレーズの逆再生が使用されている。マキシシングル発売当時、PVは制作されていなかったが、アルバム『O』の初回限定盤に表題曲のPVを収録したDVDが付属されている。
2020年10月1日放送開始の新作アニメ『ひぐらしのなく頃に業』の第1話エンディングにはこの曲が起用された。

## チャート成績
2007年6月5日付のオリコンウィークリーチャートで初登場18位を記録し、自身初となるTOP20入りを果たした楽曲である。チャートには登場週数26週を越え、自己史上最長のロングヒット曲となった。初動売上は10,510枚を記録し、累計34,683万枚のセールスを記録した。

## 収録曲
1. ひぐらしのなく頃に [4:23]
作詞：島みやえい子、作曲：中沢伴行、編曲：中沢伴行・高瀬一矢
  - テレビアニメ『ひぐらしのなく頃に』オープニングテーマ
  - テレビアニメ『ひぐらしのなく頃に業』第1話エンディングテーマ
2. all alone [6:02]
作詞：島みやえい子、作曲・編曲：高瀬一矢
3. ひぐらしのなく頃に（Instrumental）
4. all alone（Instrumental）

## 収録アルバム
| 曲名                   | 収録作品名                                  | 発売日        | 備考                          |
| ---------------------- | ------------------------------------------- | ------------- | ----------------------------- |
| 「ひぐらしのなく頃に」 | ひぐらしのなく頃に サウンドトラック         | 2006年7月21日 | TVサイズ・バージョン          |
| 「ひぐらしのなく頃に」 | O                                           | 2006年10月4日 |                               |
| 「ひぐらしのなく頃に」 | master groove circle                        | 2008年9月24日 | SORMA No.1 re-mixとして収録。 |
| 「ひぐらしのなく頃に」 | E.P.S -Eiko PRIMARY SELECTION-              | 2011年6月29日 |                               |
| 「ひぐらしのなく頃に」 | ひぐらしのなく頃に テーマソングコレクション | 2015年2月4日  |                               |
| 「all alone」          | ひかりなでしこ                              | 2008年4月2日  |                               |

## 収録ライブ映像
- 『IVE RADICAL ENSEMBLE OF 15th ANNIVERSARY』